# Glipa maruyamai
Glipa maruyamai es una especie de coleóptero de la familia Mordellidae.

## Distribución geográfica
Habita en Sabah y Poring en (Malasia).